# Eubazus satai
Eubazus satai är en stekelart som först beskrevs av Watanabe 1948.  Eubazus satai ingår i släktet Eubazus och familjen bracksteklar. Inga underarter finns listade i Catalogue of Life.